# Velàtides
Els velàtides (Velatida) són un ordre d'equinoderms asteroïdeus. Tenen el cos robust amb un gran disc i depressions interradiales.

## Taxonomia
L'ordre Velatida inclou 143 espècies en 4 famílies:
- Família Caymanostellidae Belyaev, 1974
- Família Korethrasteridae Danielssen & Koren, 1884
- Família Myxasteridae Perrier, 1885
- Família Pterasteridae Perrier, 1875